# Dulcemar Vieira
Dulcemar Vieira (Curitiba, 28 de agosto de 1929 — Diadema, 6 de agosto de 2021) foi uma atriz, dubladora e apresentadora e rádio brasileira.

## Biografia
Dulcemar nasceu no dia 28 de agosto de 1929, sendo filha de Antônio e Carmosina Vieira. Seu pai era militar do exército brasileiro, e em virtude disto, era transferido regularmente de uma cidade a outra e levava sua família consigo.
Em 1953, a atriz casou-se com Nelson Machado, um ator e produtor de televisão, e desta casamento nasceram Nelson Machado Filho (que seguiu na carreira artística, assim como os pais) e Neusa Machado, em 1954 e 1958, respectivamente.

### Carreira
Ainda jovem, Dulcemar começou sua carreira na cidade de Santos, ganhando um concurso promovido pela rádio Clube e sendo contratada como free lancer. Pouco depois, mudar-se-ia para São Paulo e tentaria ser contratada por alguma emissora de rádio da capital. Através de um novo concurso, Dulcemar conseguiu ser admitida pela Rádio Bandeirantes em 1950, tornando-se então atriz profissional.
Em 1955, a radioatriz transferiu-se para a rede de rádio e televisão dos Diários Associados, a Tupi, participando de radionovelas e também de programas de televisão como TV de Vanguarda, TV de Comédia e outros especiais. Com a mudança de sua família para Santos, em 1959, Dulcemar produziu programas para a rádio Cacique, incluindo Você Aponta para o Sucesso, que era apresentado por seu marido.
Na década seguinte, a atriz e produtora voltou para São Paulo, onde passou a dublar programas estrangeiros na extinta AIC São Paulo, e foi contratada pela Rádio Mulher, onde produziu e apresentou o programa Saudade Teu Nome é Mulher, que ia ao ar de segunda à sexta. Posteriormente, já na década de 1970, ela produziria programas para Vida Alves, Lia de Aguiar e Mary Gersi na mesma emissora.
Em 1972, Dulcemar voltou às telenovelas na Rede Tupi ao participar de Bel-Ami e Rosa dos Ventos, e em 1975 trabalhou em parceria com o empresário Carlos Gomes para produzir, dirigir e ensinar jovens talentos no programa A Arte de Realizar o Fantástico exibido pela TV Gazeta.
Mudando-se para Diadema no final da década, Dulcemar dirigiu e participou de peças de teatro infantil, vencendo inclusive dois festivais de teatro, nos anos de 1979 e 1980. Na cidade, onde viveu até seu falecimento, a atriz também se dedicou ao público adulto ao produzir, dirigir e estrelar peças destinadas a este público-alvo.
No ano de 2005 contou histórias para alunos de escolas municipais de Diadema.
Dulcemar faleceu em 6 de agosto de 2021, de causa não revelada. A atriz residia no Asilo Odélia, no bairro de Eldorado, Diadema, São Paulo.

## Trabalhos

### Televisão
| Ano     | Título                  | Papel   |
| ------- | ----------------------- | ------- |
| 1973    | Rosa dos Ventos         |         |
| 1972    | Bel-Ami                 | Geralda |
| 1955/56 | TV de Vanguarda         |         |
| 1956    | O Palhaço               |         |
| 1955    | O Contador de Histórias |         |

## Peças de Teatro (escritas por ela)
| Ano  | Título                          |
| ---- | ------------------------------- |
| 1961 | A Lenda do Papai Noel           |
| 1969 | Sonho & Fantasia                |
| 1970 | O Planeta dos Sons              |
| 1972 | Os 3 Sonhos                     |
| 1972 | A E I O U                       |
| 1973 | A Pérola Mágica                 |
| 1976 | A Lei das Cores                 |
| 1981 | Com a Alma Entre Quatro Paredes |